# Liste der Kulturgüter in Wohlen
Die Liste der Kulturgüter in Wohlen enthält alle Objekte in der Gemeinde Wohlen im Kanton Aargau, die gemäss der Haager Konvention zum Schutz von Kulturgut bei bewaffneten Konflikten, dem Bundesgesetz vom 20. Juni 2014 über den Schutz der Kulturgüter bei bewaffneten Konflikten sowie der Verordnung vom 29. Oktober 2014 über den Schutz der Kulturgüter bei bewaffneten Konflikten unter Schutz stehen.
Objekte der Kategorien A und B sind vollständig in der Liste enthalten, Objekte der Kategorie C fehlen zurzeit (Stand: 1. Januar 2023). Unter übrige Baudenkmäler sind weitere geschützte Objekte zu finden, die in der Bau- und Nutzungsordnung der Gemeinde verzeichnet und nicht bereits in der Liste der Kulturgüter enthalten sind.

## Kulturgüter
| Foto | | Objekt                                                                           | Kat. | Typ | Standort                                                     | Beschreibung |
| ---- | --- | -------------------------------------------------------------------------------- | ---- | --- | ------------------------------------------------------------ | --- |
| BW   | Datei hochladen · Wikidata zu Hohbüehl, eisenzeitliche Grabhügelgruppe (Q19362407)                          | Hohbüehl, eisenzeitliche Grabhügelgruppe KGS-Nr.: 00291                          | A    | F   | Anglikon, bei Rütistrasse 663360 / 246699                    | Grabhügelgruppe der späten Hallstattzeit mit 23 Gräbern, erforscht 1925 bis 1930. Dazu Funde von überwiegend bronzenen Grabbeigaben. |
| ja   | Datei hochladen · Wikidata zu Katholische Pfarrkirche St. Leonhard (Q2083082)                               | Katholische Pfarrkirche St. Leonhard KGS-Nr.: 00295                              | A    | G   | Kirchenrain 8.1 663428 / 244848                              | In den Jahren 1804 bis 1807 von Niklaus Purtschert erbautes Kirchengebäude, gilt als aargauisches Hauptwerk der klassizistischen Sakralarchitektur. Über einer markanten Freitreppe erhebt sich eine dreigliedrige Giebelfassade. Daran anschliessend fünfjochiges Langhaus und eingezogener Chor. Der spätgotische Kirchturm von 1488 stammt von einem Vorgängerbau.                                                                 |
| ja   | Datei hochladen · Wikidata zu Häslerhau, eisenzeitliche Grabhügelgruppe (Q19362406)                         | Häslerhau, eisenzeitliche Grabhügelgruppe KGS-Nr.: 09537                         | A    | F   | Anglikon, bei Häslerstrasse 662950 / 246859                  | Grabhügelgruppe der späten Hallstattzeit mit 12 Gräbern, erforscht 1925 bis 1930. Dazu Funde von überwiegend bronzenen Grabbeigaben. |
| ja   | Datei hochladen · Wikidata zu Emanuel Isler-Haus mit Gartenhaus (Q29581609)                                 | Emanuel Isler-Haus mit Gartenhaus KGS-Nr.: 00292                                 | B    | G   | Kirchenplatz 2 663401 / 244914                               | 1819 erbautes herrschaftliches Bürgerhaus unter steilem, hohem Walmdach. Dreigeschossiger, symmetrisch gegliederter würfelförmiger Baukörper mit breiten Eckpilastern und Stichbogenfenstern. 1876 um ein spätklassizistisches Gartenhaus ergänzt. |
| ja   | Datei hochladen · Wikidata zu Villa Isler (Q29581640)                                                       | Villa Isler KGS-Nr.: 00297                                                       | B    | G   | Bünzstrasse 5 663177 / 244767                                | 1860 im klassizistischen Stil erbautes zweigeschossiges Wohnhaus. Angebaut eine Loggia mit vier ionischen Säulen. Die ehemalige Fabrikantenvilla wird seit 2012 als Museum genutzt. |
| ja   | Datei hochladen · Wikidata zu Strohmuseum im Park (Q27489892)                                               | Schweizer Strohmuseum KGS-Nr.: 08614                                             | B    | S   | Bünzstrasse 5 663177 / 244770                                | Museum über die Geschichte der Strohgeflechtindustrie, die zwei Jahrhunderte lang Grundlage eines blühenden Wirtschaftszweigs in Wohlen und Umgebung war. |
| ja   | Datei hochladen · Wikidata zu Kantonsschule (Q1728137)                                                      | Kantonsschule KGS-Nr.: 09022                                                     | B    | G   | Allmendstrasse 26 662846 / 245324                            | 1988 eröffnetes Schulgebäude, herausragendes Beispiel der modernen Architektur. Die Dachkonstruktionen gehören zu den frühesten Werken von Santiago Calatrava. |
| ja   | Datei hochladen · Wikidata zu Verwaltungsgebäude Georges Meyer AG (Q29581635)                               | Verwaltungsgebäude der Georges Meyer AG KGS-Nr.: 15909                           | B    | G   | Bahnhofweg 17 662971 / 244435                                | 1917 bis 1919 erbautes, grosszügig dimensioniertes Bürogebäude im Übergang vom Neobarock zum Neoklassizismus. Dreigeschossiger Massivbau unter hohem Walmdach mit allseitigen Dachlukarnen. Vollständig symmetrisch durchgebildeter Baukörper. |
| ja   | Datei hochladen · Wikidata zu Wohnhaus (Q29581644)                                                          | Wohnhaus KGS-Nr.: 15910                                                          | B    | G   | Bremgarterstrasse 7 663550 / 244808                          | Von 1835 bis 1838 erbautes, spätklassizistisch/biedermeierlich geprägtes Wohn- und Geschäftshaus des Tuchhändlers Geissmann. Zweigeschossiges Gebäude mit zentralem Eingang unter Satteldach mit markantem Quergiebel. |
| ja   | Datei hochladen · Wikidata zu Ehemaliges Fabrikgebäude sowie Verwaltungsgebäude der Firma Isler (Q29581603) | Ehemaliges Fabrikgebäude sowie Verwaltungsgebäude der Firma Isler KGS-Nr.: 15911 | B    | G   | Bünzstrasse 1, Bärengässli 9 / Bärengässli 7 663349 / 244826 | 1835 für die Jacob Isler & Co erbautes klassizistisches Bürogebäude. Gegliederter Rechteckbau unter schwach geneigtem Walmdach. Tempelartig übergiebelter Mittelrisalit an der Frontseite. Daneben steht das vermutlich zwischen 1850 und 1860 von Leonhard Zeugheer erbaute spätklassizistische Manufakturgebäude der Strohgeflechtindustrie, eine symmetrische, kubisch strenge Anlage mit Querflügeln und quadratischem Hinterhof. |
| ja   | Datei hochladen · Wikidata zu Dorfkapelle Anglikon (Q29581599)                                              | Dorfkapelle Anglikon KGS-Nr.: 15912                                              | B    | G   | Anglikon, Im Winkel 2.1 662246 / 246385                      | 1746 erbaute barocke Kapelle. Gleichmässige Gliederung durch Stichbogenfenster, Glockentürmchen mit Spitzhelm. Chor mit Säulenaltar im Louis-seize-Stil. |
| ja   | Datei hochladen · Wikidata zu Mehrfamilienhaus (Q29581620)                                                  | Mehrfamilienhaus KGS-Nr.: 15913                                                  | B    | G   | Bifangstrasse 21 663667 / 244344                             | 1931/32 von A. Beriger erbautes Flachdach-Mehrfamilienhaus mit klarer Fassadengliederung. Beispielhafter Vertreter des Neuen Bauens. |
| BW   | Datei hochladen · Wikidata zu Primarschule mit Schwimmbad (Q29581628)                                       | Primarschule mit Schwimmbad KGS-Nr.: 15914                                       | B    | G   | Mattenhofweg 1-9 Allmendstrasse 30 662816 / 245020           | 1965/66 von Dolf Schnebli erbautes Freibad in weitläufiger Grünanlage und benachbarte Schulanlage, die beide den Prinzipien des Strukturalismus folgen. Bedeutende Zeugnisse der Nachkriegsmoderne. |
| ja   | Datei hochladen · Wikidata zu Römisch-katholisches Pfarrhaus (Q29581632)                                    | Römisch-katholisches Pfarrhaus KGS-Nr.: 15916                                    | B    | G   | Chilegässli 2 663404 / 244822                                | 1759 erbautes Pfarrhaus. Schlichter dreigeschossiger Putzbau unter gekrümmtem Walmdach. Gliederung durch Stichbogenfenster und Ecklisenen. |
| ja   | Datei hochladen · Wikidata zu St.-Anna-Kapelle (Q2315915)                                                   | St.-Anna-Kapelle KGS-Nr.: 15917                                                  | B    | G   | Jurastrasse 2.1 663422 / 245088                              | 1513/14 erbaute Kapelle im spätgotischen Stil. Polygonaler Chor, Dachreiter mit Nadelhelm. Der Flügelaltar stammt aus dem frühen 16. Jahrhundert und befand sich ursprünglich in der Wallfahrtskirche Hergiswald. |

## Übrige Baudenkmäler
| ID   | Foto |                                                                 | Objekt                                                               | Typ | Standort                                      | Beschreibung |
| ---- | ---- | --------------------------------------------------------------- | -------------------------------------------------------------------- | --- | --------------------------------------------- | ------------ |
| 901  | BW   | Datei hochladen                                                 | Wohn- und Geschäftshaus, Domherr-Meyer-Haus (1899–1900)              | G   | Chilegässli 1 663391 / 244799                 |              |
| 902  | BW   | Datei hochladen                                                 | Büro- und Ladengebäude (1861/1882)                                   | G   | Chilegässli 6–8 663373 / 244811               |              |
| 903  | ja   | Datei hochladen · Wikidata zu Gasthof "zum Rössli" (Q106400978) | Gasthof "zum Rössli" (alter Teil, 1738/1826)                         | G   | Zentralstrasse 1 663469 / 244787              |              |
| 905  | BW   | Datei hochladen                                                 | Ehem. Wohnhaus, Geschäftshaus (1820/1838)                            | G   | Zentralstrasse 19 663353 / 244631             |              |
| 906  | BW   | Datei hochladen                                                 | Ehem. Strohwaren-Fabrik Paul Walser (Backstein-Winkelbau, 1901)      | G   | Zentralstrasse 20 663387 / 244705             |              |
| 907  | BW   | Datei hochladen                                                 | Hotel "Bären" (ohne Saalbau), ehem. Geschäftshaus (1836–1838)        | G   | Zentralstrasse 28 663315 / 244641             |              |
| 908  | BW   | Datei hochladen                                                 | Apotheke, Wohn- und Geschäftshaus (1845)                             | G   | Zentralstrasse 29 663229 / 244628             |              |
| 909  | BW   | Datei hochladen                                                 | Ehem. Fabrikgebäude Bruggisser (vorderer Teil, 1903)                 | G   | Zentralstrasse 34 663221 / 244673             |              |
| 910  | BW   | Datei hochladen                                                 | Bankgebäude NAB (alter Teil, 1939–1940)                              | G   | Zentralstrasse 53 663107 / 244675             |              |
| 911  | BW   | Datei hochladen                                                 | Gemeindebibliothek / Ehemalige Ersparniskasse (1893)                 | G   | Bankweg 2 663329 / 244898                     |              |
| 915  | BW   | Datei hochladen                                                 | Ehem. EW-Gebäude ("Rotes Haus", 1925)                                | G   | Bremgarterstrasse 1 663509 / 244822           |              |
| 916  | BW   | Datei hochladen                                                 | Wohn- und Geschäftshaus sowie Restaurant Weber ("Chäber", 1803/1899) | G   | Bremgarterstrasse 2–6 663515 / 244795         |              |
| 917  | BW   | Datei hochladen                                                 | Wohnhaus, ehem. Dr. Hedinger (1832)                                  | G   | Bünzstrasse 24 663089 / 244785                |              |
| 918  | BW   | Datei hochladen                                                 | Wohnhaus, ehem. Strohwarengeschäft (1910)                            | G   | Bremgarterstrasse 9 663574 / 244821           |              |
| 919  | BW   | Datei hochladen                                                 | Wietlisbachhaus, ehem. Strohwarengeschäft (1869)                     | G   | Bremgarterstrasse 19 663654 / 244746          |              |
| 920  | BW   | Datei hochladen                                                 | Primarschulhaus Halde (1851–1854)                                    | G   | Bremgarterstrasse 12 663563 / 244722          |              |
| 921  | BW   | Datei hochladen                                                 | Bezirksschulhaus Halde, alter Teil (1897–1898)                       | G   | Bremgarterstrasse 12a 663592 / 244685         |              |
| 922  | BW   | Datei hochladen                                                 | Hotel "Sternen" (ohne Scheune, 1789/1826)                            | G   | Kirchenrain 10 663437 / 244897                |              |
| 923  | BW   | Datei hochladen                                                 | Bruggisser-Haus (1848)                                               | G   | Steingasse 1 663445 / 244937                  |              |
| 924  | BW   | Datei hochladen                                                 | Wohnhaus "Schlössli" (16./19. Jh.)                                   | G   | Steingasse 6 663505 / 244893                  |              |
| 925  | BW   | Datei hochladen                                                 | Wohnhaus, Vollenwyder-Haus (vor 1854)                                | G   | Steingasse 18 663636 / 244821                 |              |
| 926  | BW   | Datei hochladen                                                 | Ehem. Bleicherei und Färberei (um 1900)                              | G   | Steingasse 663630 / 244923                    |              |
| 929  | BW   | Datei hochladen                                                 | Wohnhaus (1936)                                                      | G   | Luegisland 14 664306 / 244676                 |              |
| 931  | BW   | Datei hochladen                                                 | Wohnhaus (1900)                                                      | G   | Jurastrasse 12 663367 / 245242                |              |
| 930  | BW   | Datei hochladen                                                 | Wohnhaus (1901)                                                      | G   | Jurastrasse 10 663387 / 245216                |              |
| 933  | BW   | Datei hochladen                                                 | Wohnhaus, ehem. Dr. Bruggisser (1838)                                | G   | Niederwilerstrasse 1 663271 / 245331          |              |
| 935  | BW   | Datei hochladen                                                 | Wohn- und Geschäftshaus Capitol (1931)                               | G   | Bahnhofstrasse 1 663058 / 244656              |              |
| 936  | ja   | Datei hochladen · Wikidata zu Reformierte Kirche (Q2137137)     | Reformierte Kirche (1925–1926)                                       | G   | Bahnhofstrasse 27 662896 / 244503             |              |
| 937  | BW   | Datei hochladen                                                 | Ehem. Villa Bruggisser (1891)                                        | G   | Alte Bahnhofstrasse 13 662773 / 244637        |              |
| 938  | BW   | Datei hochladen                                                 | Ehem. Villa Dreifuss (1902)                                          | G   | Alte Bahnhofstrasse 11 662809 / 244652        |              |
| 939  | ja   | Datei hochladen · Wikidata zu Bahnhof Wohlen (Q16740955)        | Bahnhofgebäude SBB (1874)                                            | G   | Bahnhofplatz 1 662806 / 244520                |              |
| 943  | BW   | Datei hochladen                                                 | Wohnhaus (1867)                                                      | G   | Rigistrasse 8 663465 / 244591                 |              |
| 944  | BW   | Datei hochladen                                                 | Wohnhaus (um 1905–1910)                                              | G   | Rigistrasse 10 663477 / 244559                |              |
| 946  | BW   | Datei hochladen                                                 | Wohnhaus, ehem. Theodor-Dreifuss-Villa (1898)                        | G   | Obere Farnbühlstrasse 1 662839 / 244330       |              |
| 947  | BW   | Datei hochladen                                                 | Wohnhaus, ehem. Goldschmidt-Villa (1921)                             | G   | Obere Farnbühlstrasse 5 662830 / 244245       |              |
| 948  | BW   | Datei hochladen                                                 | Wohnhaus (1931–1932)                                                 | G   | Obere Farnbühlstrasse 32 662877 / 244006      |              |
| 949  | BW   | Datei hochladen                                                 | Harzrütihof (Bauernhof, 18. Jh.)                                     | G   | Harzrüti 662606 / 243392                      |              |
| 950  | BW   | Datei hochladen                                                 | Wohnhaus "alte Post" (1805)                                          | G   | Unterdorfstrasse 11, Anglikon 662139 / 246148 |              |
| 951  | BW   | Datei hochladen                                                 | Schulhaus Anglikon (1906–1907)                                       | G   | Dottikerstrasse 6, Anglikon 662466 / 246143   |              |
| 953  | BW   | Datei hochladen                                                 | Wohnhaus, "Ratsherrenhaus" (1821)                                    | G   | Raimattstrasse 2, Anglikon 662260 / 246433    |              |
| 954A | BW   | Datei hochladen                                                 | Wegkreuz (1758)                                                      | G   | Büttikerstrasse 663125 / 243551               |              |
| 954B | BW   | Datei hochladen                                                 | Wegkreuz (1825)                                                      | G   | Villmergerstrasse 662444 / 244600             |              |
| 954C | BW   | Datei hochladen                                                 | Wegkreuz (1877)                                                      | G   | Im Winkel, Anglikon 662237 / 246421           |              |
| 954D | BW   | Datei hochladen                                                 | Wegkreuz (1695)                                                      | G   | Unterdorfstrasse, Anglikon 661986 / 246093    |              |
| 955A | BW   | Datei hochladen                                                 | Brunnen (19. Jh.)                                                    | G   | Kirchenplatz 663427 / 244894                  |              |
| 955B | BW   | Datei hochladen                                                 | Brunnen (1929)                                                       | G   | Kirchenplatz 663350 / 244870                  |              |
| 955C | BW   | Datei hochladen                                                 | Sodbrunnen (18. Jh.)                                                 | G   | Bremgarterstrasse 663558 / 244753             |              |
| 955D | BW   | Datei hochladen                                                 | Brunnen (19. Jh.)                                                    | G   | Zentralstrasse 53 663182 / 244656             |              |
| 955E | BW   | Datei hochladen                                                 | Brunnen (1858)                                                       | G   | Unterdorfstrasse, Anglikon 662117 / 246179    |              |
| 955F | BW   | Datei hochladen                                                 | Brunnen (19. Jh.)                                                    | G   | Unterdorfstrasse, Anglikon 662016 / 246112    |              |
| 958  | BW   | Datei hochladen                                                 | Wetterstation (1903)                                                 | G   | Kirchenplatz 663344 / 244902                  |              |
| 960  | BW   | Datei hochladen                                                 | Fabrikgebäude, ehem. Otto Steinmann & Cie. (1901)                    | G   | Pilatusstrasse 4 663353 / 244631              |              |
|      | BW   | Datei hochladen                                                 | Wegkreuz (1884)                                                      | G   | Anglikerstrasse 662913 / 245644               |              |
|      | BW   | Datei hochladen                                                 | Wegkreuz (1750)                                                      | G   | Alte Bremgarterstrasse 664251 / 244984        |              |
|      | BW   | Datei hochladen                                                 | Sodbrunnen (18. Jh.)                                                 | G   | Kirchenrain 663452 / 244887                   |              |
|      | BW   | Datei hochladen                                                 | Freibad Bünzmatt (1965–1966)                                         | G   | Allmendstrasse 30 662756 / 245140             |              |
|      | BW   | Datei hochladen                                                 | Brunnen                                                              | G   | Kapellstrasse 663494 / 245176                 |              |
|      | BW   | Datei hochladen                                                 | Brunnen                                                              | G   | Steingasse 663586 / 244889                    |              |

Legende: Siehe Legende der Liste der Kulturgüter von nationaler und regionaler Bedeutung. Anstelle der KGS-Nummer wird als Objekt-Identifikator (ID) die Inventar- oder Gebäudenummer in der Bau- und Nutzungsordnung der Gemeinde verwendet.